# Бэйянские милитаристы

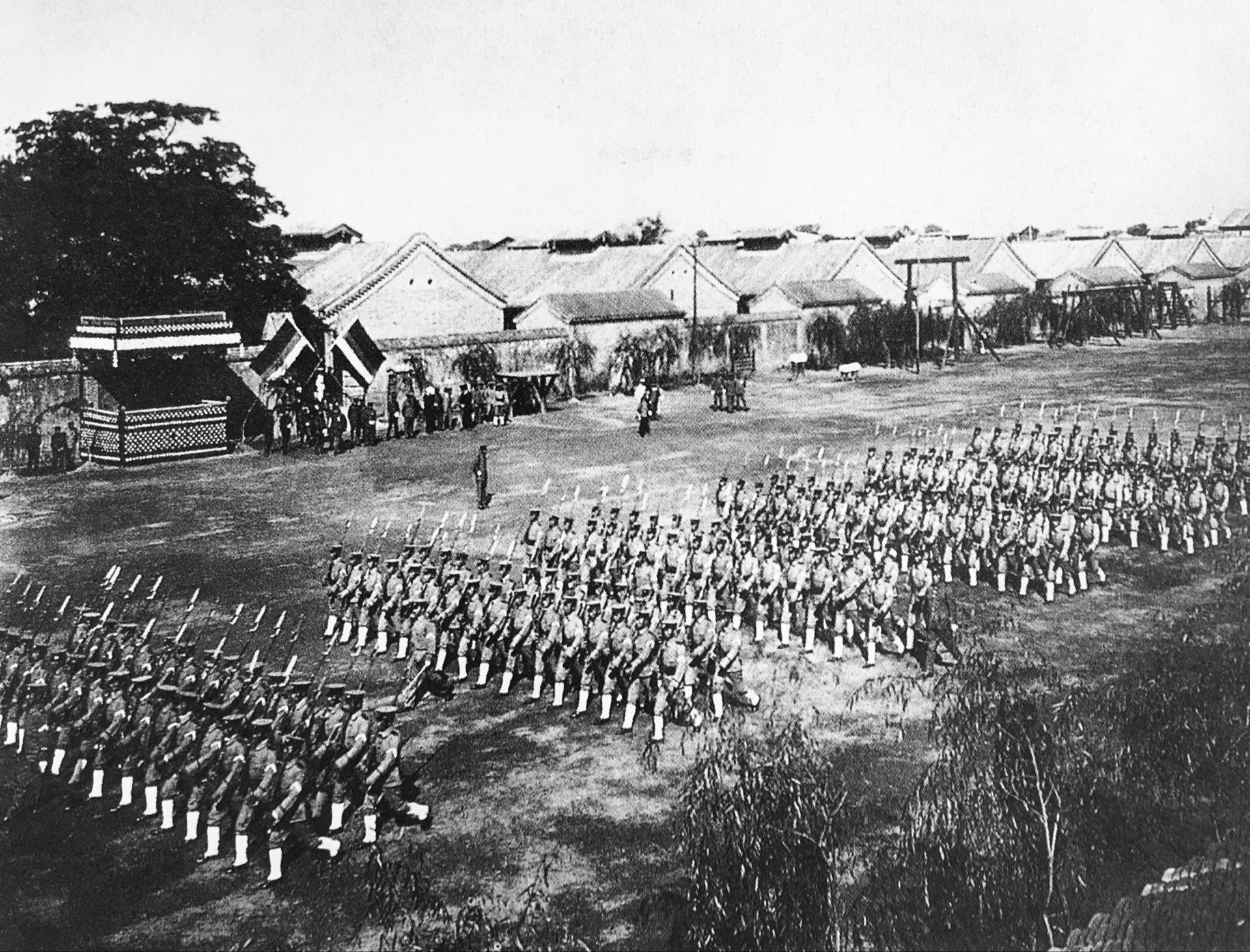

Бэйянские милитаристы или Бэйянская милитаристская клика (кит. 北洋軍閥, палл. Бэйян цзюньфа) — ключевая, наряду с Гоминьданом, политическая сила в Китае после Синьхайской революции. Образовалась на основе наиболее боеспособных частей цинской армии, создаваемых в рамках военной реформы, начавшейся в 1895 году, и получивших название Бэйянской армии (кит. 北洋軍, палл. Бэйян цзюнь). Представители разных группировок этой клики фактически контролировали Северный Китай в 1912—1927 годах, а де-юре — претендовали на руководство всей страной, оспаривая его у возглавляемого Сунь Ятсеном и Чан Кайши гоминьдановского правительства в Кантоне (впоследствии переехавшего в Нанкин), поддерживаемого коммунистами. 
Создателем Бэйянской милитаристской клики был влиятельный цинский генерал Юань Шикай, объединивший милитаристов из числа генералов китайского происхождения, получивших современное военное образование. Опираясь на авторитет Шикая в армии и военный потенциал Бэйянской армии, бэйянские милитаристы добились отставки Сунь Ятсена с поста временного президента Китайской республики и фактически перехватили руководство революционным процессом. Однако предпринятая Юань Шикаем в 1915 году попытка возродить монархию привела к утрате им авторитета среди генералитета, что спровоцировало начало длительной череды межпровинциальных и гражданских войн в Китае. 
После смерти Юань Шикая в 1916 году Бэйянская милитаристская клика распалась на Аньхойскую, Чжилийскую и Фэнтяньскую клики, которые вели друг с другом борьбу за контроль над правительством в Пекине и пытались противодействовать (как порознь, так и сообща) укреплению позиций Гоминьдана в южных провинциях Китая. Незадолго до смерти Сунь Ятсен при поддержке СССР и КПК завершил подготовку гоминьдановской Национально-революционной армии под командованием Чан Кайши к началу Северного похода против милитаристских клик.
В результате Северного похода войска милитаристов У Пэйфу и Чжан Цзунчана в 1926—1927 годах были разбиты НРА, после чего диктатор Маньчжурии Чжан Сюэлян и т.н. «розовый маршал» Фэн Юйсян добровольно признали власть Гоминьдана, что послужило началом формального объединения Китая под руководством Нанкинского правительства.